# حیدر رشیدی
دکتر حیدر رشیدی (زاده ۱۲۹۸، درگذشته ۱۳۸۷)، مؤلف نخستین کتاب خودآموز مصور زبان اسپرانتو (به زبان فارسی) و پدر جنبش اسپرانتوی افغانستان می‌باشد. 

## سوابق اسپرانتیک
رشیدی فراگیری اسپرانتو را در سن ۵۷ سالگی آغاز نمود و در سال ۱۳۶۵ و به بهانه یکصد سالگی جنبش اسپرانتو، اقدام به تألیف خودآموز مصور زبان اسپرانتو (در بیست درس) نمود که در نوع خود نخستین محسوب می‌شود. به پاس تلاش‌های گسترده وی در جهت توسعه اسپرانتو در افغانستان، انجمن جهانی اسپرانتو از رشیدی به عنوان پایه گذار جنبش اسپرانتوی افغانستان یاد کرده‌است. 
رشیدی عضویت افتخاری در انجمن اسپرانتوی ایران را نیز در کارنامه خود دارد و علاوه بر آن نیز همکاری‌های گسترده‌ای با نشریه سازمان جوانان اسپرانتودان ایران و همینطور نشریه پیام سبزاندیشان (فصلنامه انجمن اسپرانتوی ایران)داشته‌است. 
از رشیدی، اشعاری نیز به زبان اسپرانتو به طبع رسیده‌است. 

## سوابق تحصیلی
- پزشکی عمومی از دانشگاه کابل
- تخصص رادیولوژی از انستیتو ایالتی مسکو